# Шибанов, Олег Корнилович
Олег Корнилович Шибанов (16 декабря 1944, Ижевск — 2 ноября 2018, Ижевск) — генеральный директор Государственной телерадиовещательной компании «Удмуртия», кандидат философских наук, доцент, ветеран труда. Заслуженный работник народного образования, заслуженный журналист Удмуртской Республики.

## Биография
Олег Шибанов родился в семье доктора исторических наук, известного партийного и комсомольского работника Корнила Ильича Шибанова, преподавателя, профессора Ижевской сельскохозяйственной академии. Мама, Полина Ивановна Шибанова, была учительницей русского языка.
Учился Олег Шибанов в школе № 23 города Ижевска, в 1967 году окончил приборостроительный факультет Ижевского механического института по специальности «Радиотехника».
- С августа 1973 по октябрь 1977 года был вторым секретарём Удмуртского обкома ВЛКСМ.
- По окончании аспирантуры ВПШ при ЦК КПСС в 1981 году защитил кандидатскую диссертацию.
- С 1982 по 1986 года был — заведующий отделом пропаганды и агитации Удмуртского обкома КПСС.
- С октября 1986 года — председатель Государственного комитета УАССР по телевидению и радиовещанию,
  - а после его реорганизации в 1991 году и до августа 1996 — генеральный директор Государственной телерадиовещательной компании «Удмуртия».
- С 1998 года Олег Шибанов — проректор, затем директор основанного им Института непрерывного профессионального образования Ижевского государственного технического университета.

Олег Корнилович за свою карьеру написал несколько книг. Шибанов стал создателем телевизионного шоу «Кто их 25?» — одного из проектов Удмуртского телевидения.
Скончался Олег Корнилович 2 ноября 2018 года в Ижевске.

## Награды
- Медаль «В ознаменование 100-летия со дня рождения Владимира Ильича Ленина»,
- «Отличник радио и телевидения РФ»,
- «Заслуженный журналист УР»,
- «Заслуженный работник народного образования УР».